# Seroa jezik
Seroa jezik (ISO 639-3: kqu), izumrli jezik kojsanske porodice koji se govorio u Južnoafričkoj Republici i Lesotu. Imao je tri diajalekta među kojima ǃGãǃnge (ǃGãǃne) i ǁKuǁe.
Uz još tri jezika (Nǀu, ǀXam i ǁXegwi) pripadao je podskupini ǃKwi

## Vanjske poveznice
- Ethnologue (14th)
- Ethnologue (15th)